# Cula Greceanu
Cula Greceanu se află în sat Măldărești, comuna Măldărești, județul Vâlcea. Este declarată monument istoric, cu cod LMI VL-II-a-A-09812 și face parte din Complexul Muzeal Măldărești.
Cula Greceanu este cea mai veche culă din România. A fost ridicată in secolului al XVI-lea (aprox. 1517), pe locul altei construcții mai vechi, de jupan Gheorghe Măldărescu și jupânița Ego Eva.
Pe la anul 1934, pictorița Olga Greceanu, urmașă în linie dreaptă a boierilor întemeietori ai culei, a zugrăvit o superbă frescă, în vechiul stil românesc, înfățișându-i pe toți înaintașii. În perioada anilor 1966-1967 au fost executate lucrări de conservare și restaurare. După restaurare, culele Greceanu și Duca de la Măldărești au fost folosite și ca decoruri pentru turnarea filmelor Neînfricații (serial TV nedifuzat, 1969), Drumul oaselor (1980), Iancu Jianu haiducul (1981) și Trandafirul galben (1982).
După un lung șir de procese, început în 2001, prin Decizia civilă din 23 octombrie 2007 Înalta Curte de Casație și Justiție a dispus restituirea în natură a imobilului „Cula Greceanu” cu anexe, construcții și teren aferent, doamnei doctor Mileta Anghel Greceanu, fiica adoptivă a ultimei descendente a Grecenilor, Olga Greceanu, care în anul 1978 i-a lăsat prin testament proprietățile din București și „alte proprietăți”.
În temeiul Legii 10, moștenitoarei i s-a eliberat actul de proprietate, prin care îi reveneau imobilul ca atare, terenul aferent, în suprafață de 5.000 de metri pătrați, dependințele acesteia, folosite ca depozit al complexului muzeal, precum și clădirile și anexele Institutului de Cercetări Apicole din localitate.
În anul 2008, autoritățile județului au ajuns la o înțelegere cu actualii proprietari, care au fost de acord să dea sub închiriere cula Greceanu către Consiliul Județean Vâlcea, pe o perioadă de cinci ani. Autoritățile județene au „uitat” să-și plătească chiria pe anul 2012, motiv pentru care moștenitoarea Mileta Anghel Greceanu a decis să scoată Cula Greceanu la vânzare.
În vara anului 2014, cula Greceanu a fost folosită ca loc de filmare pentru unele secvențe din lungmetrajul Aferim!.

## Imagini

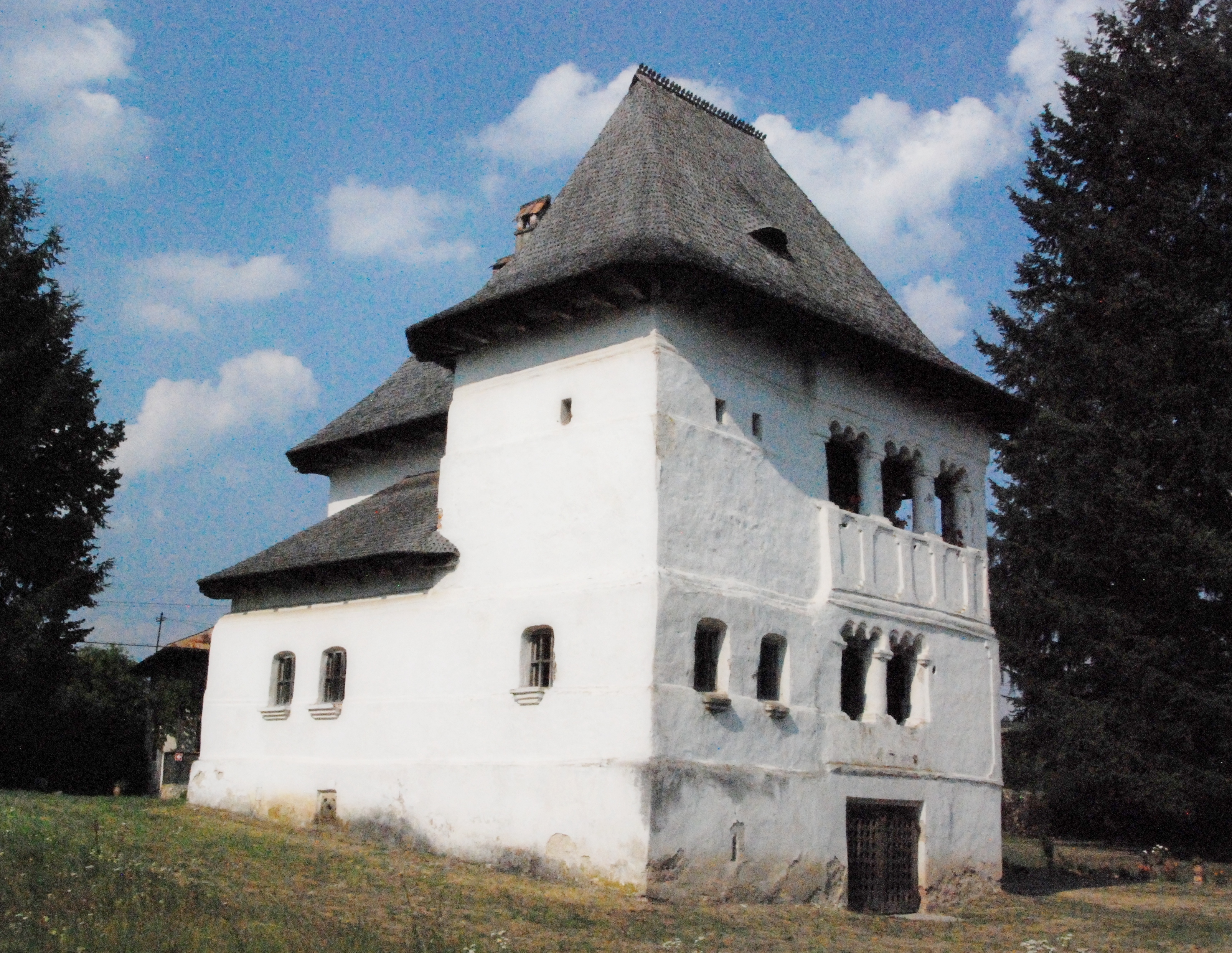
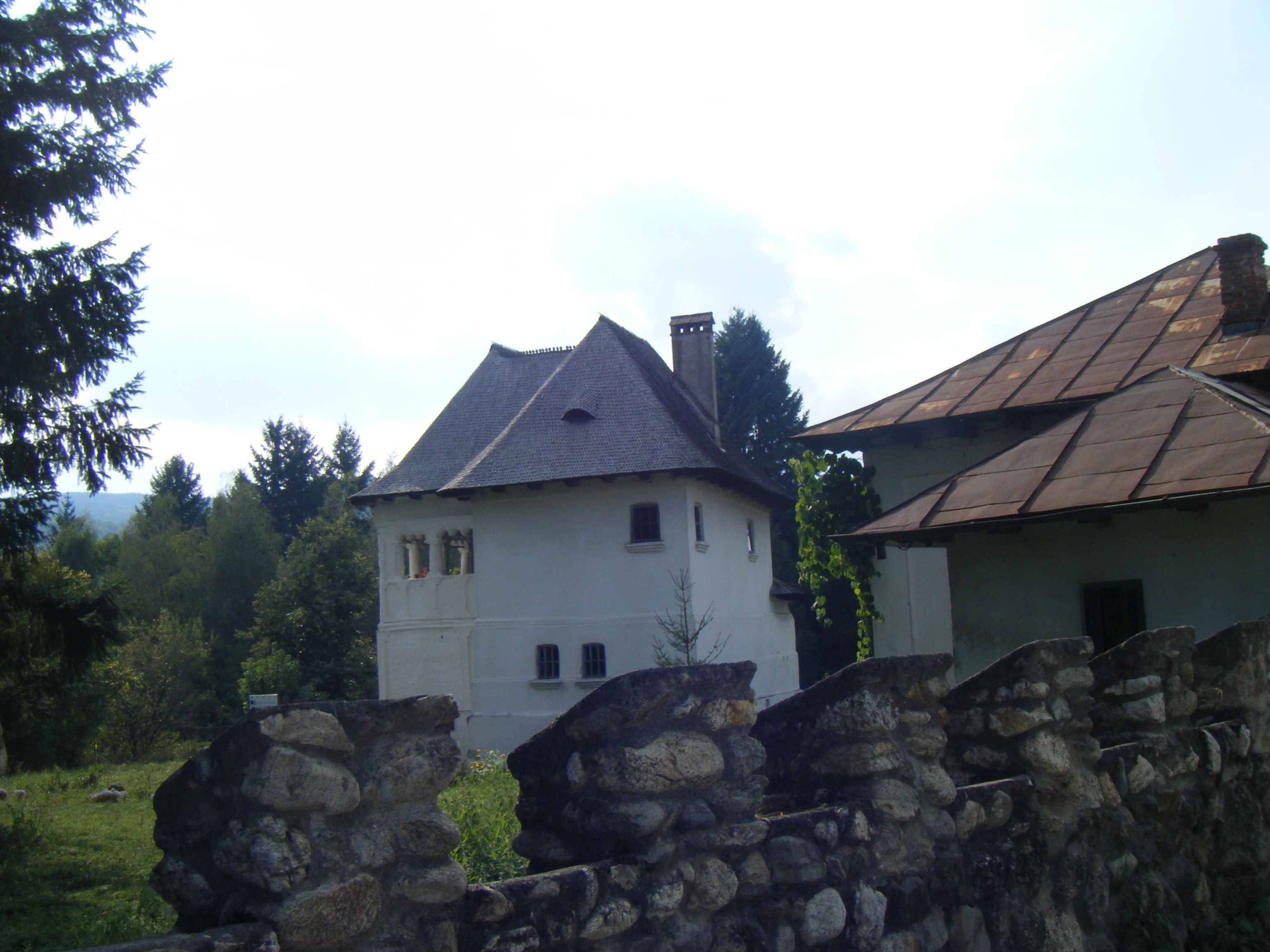
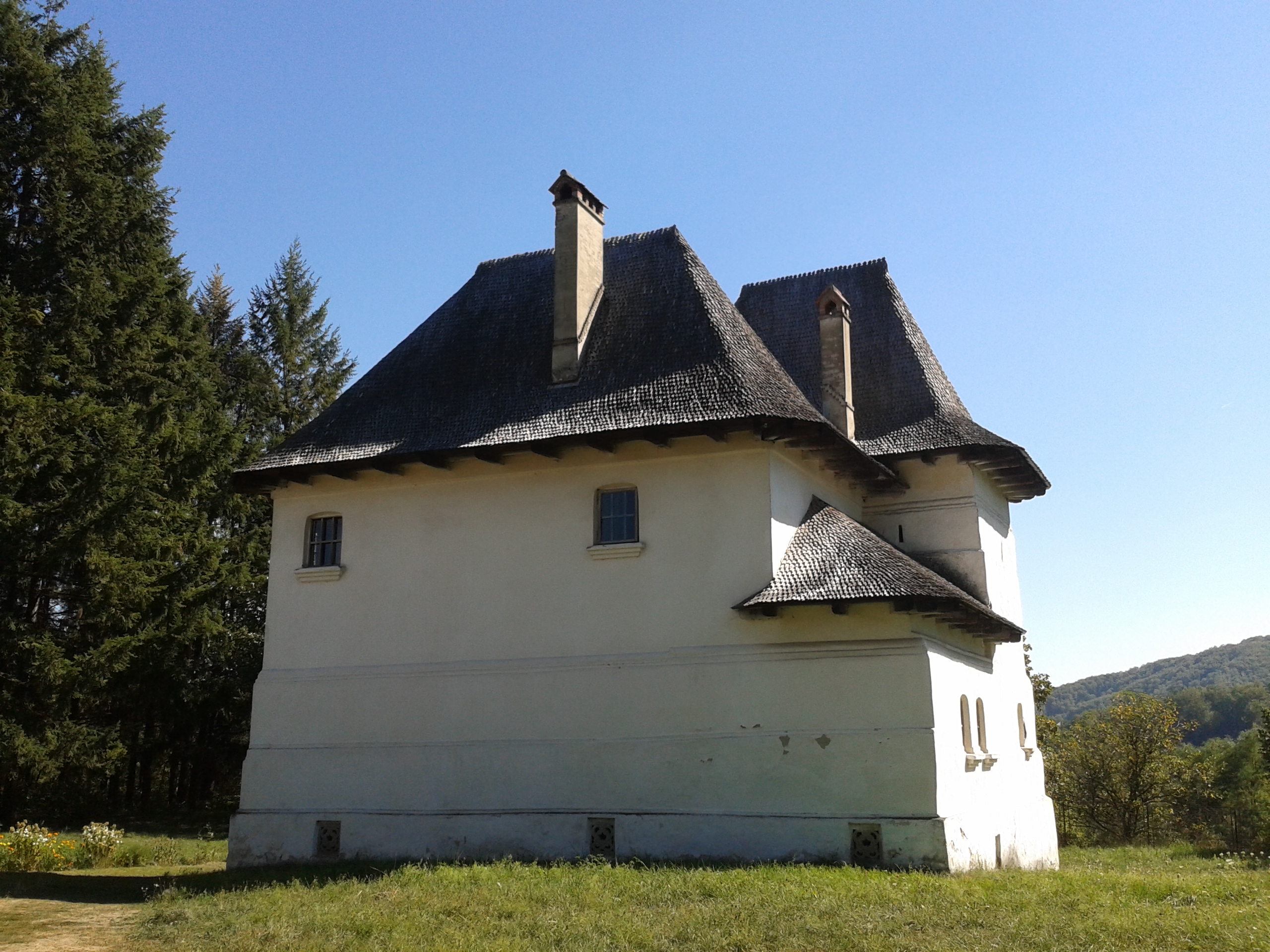
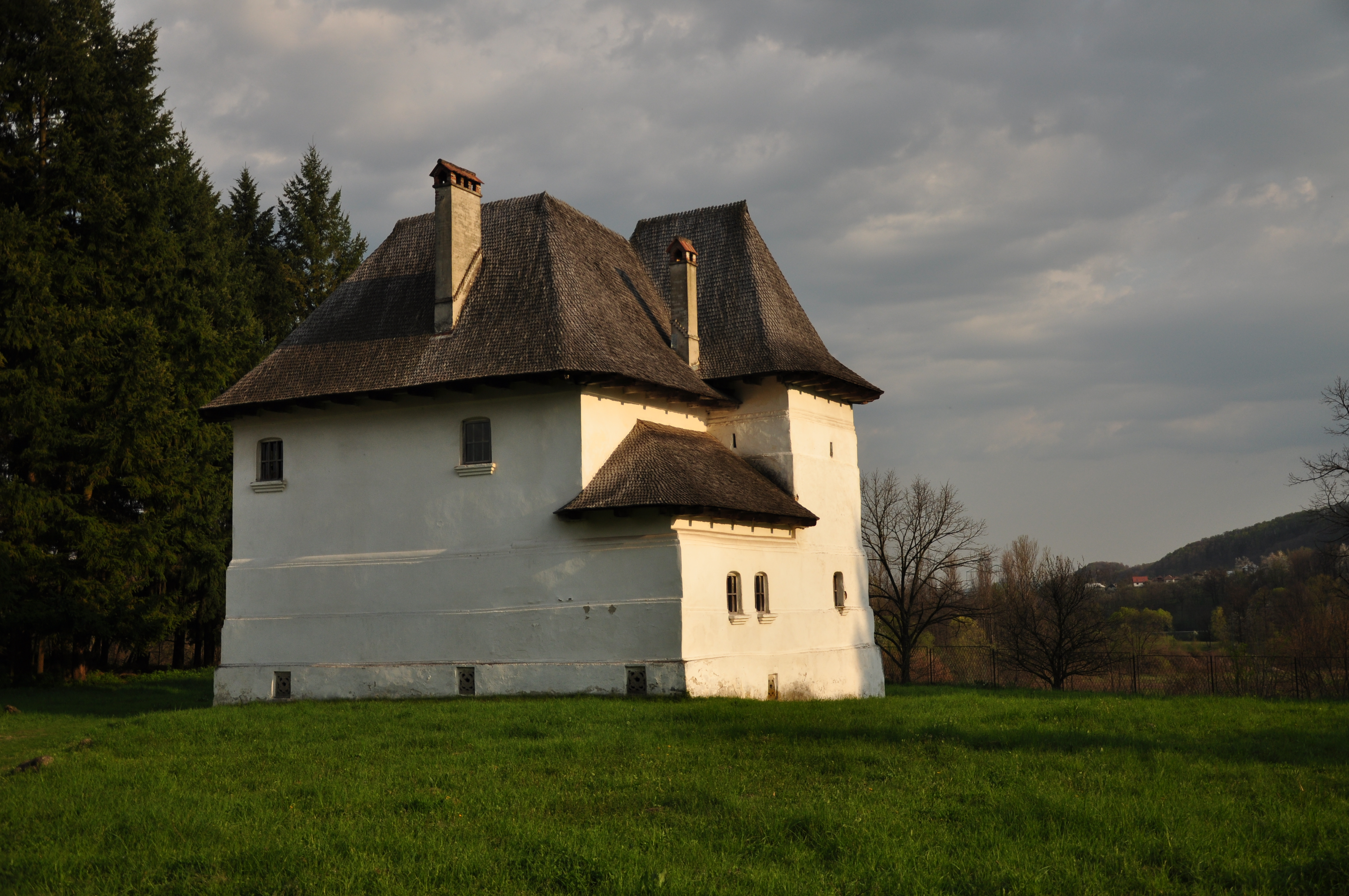
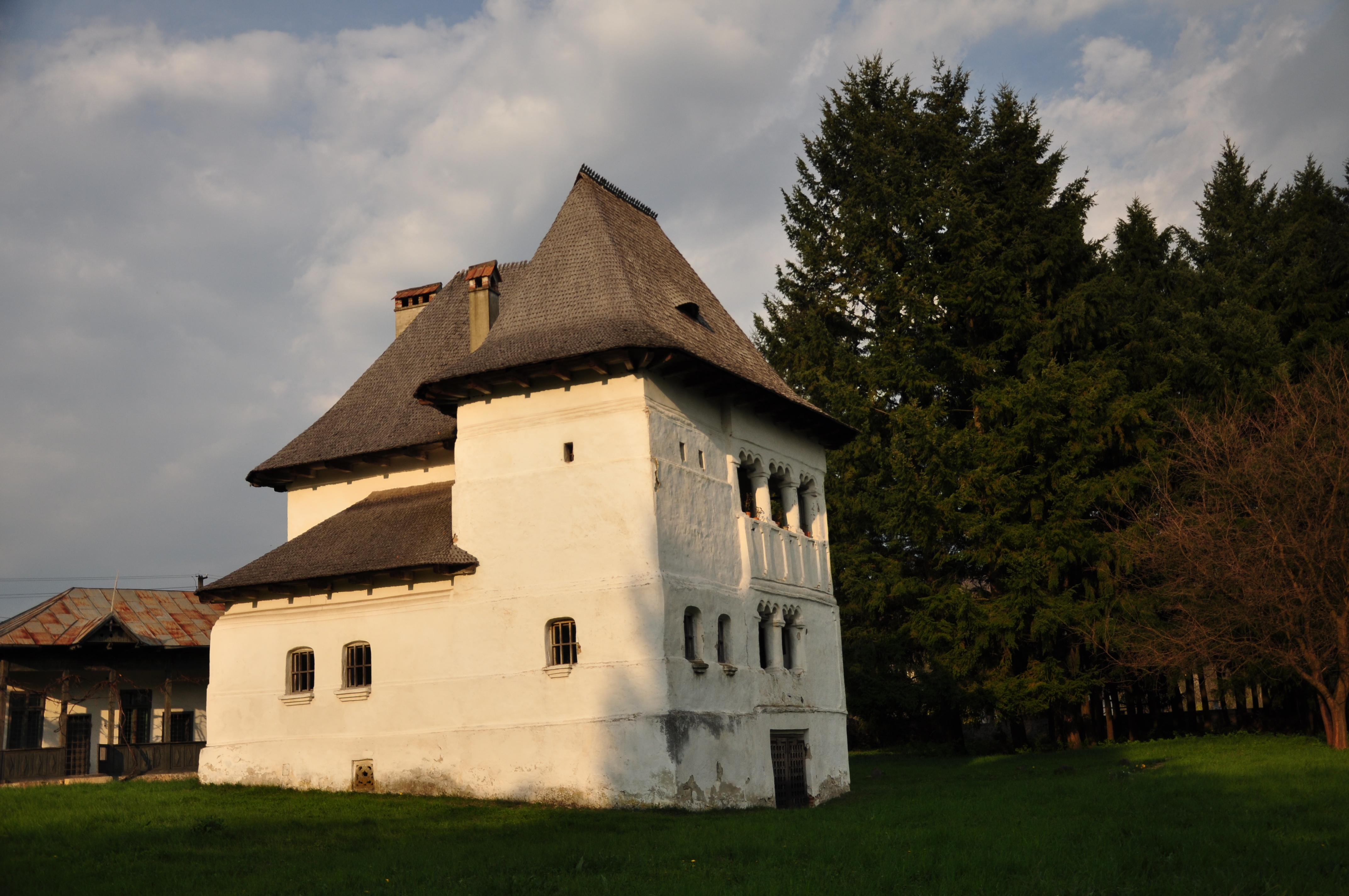
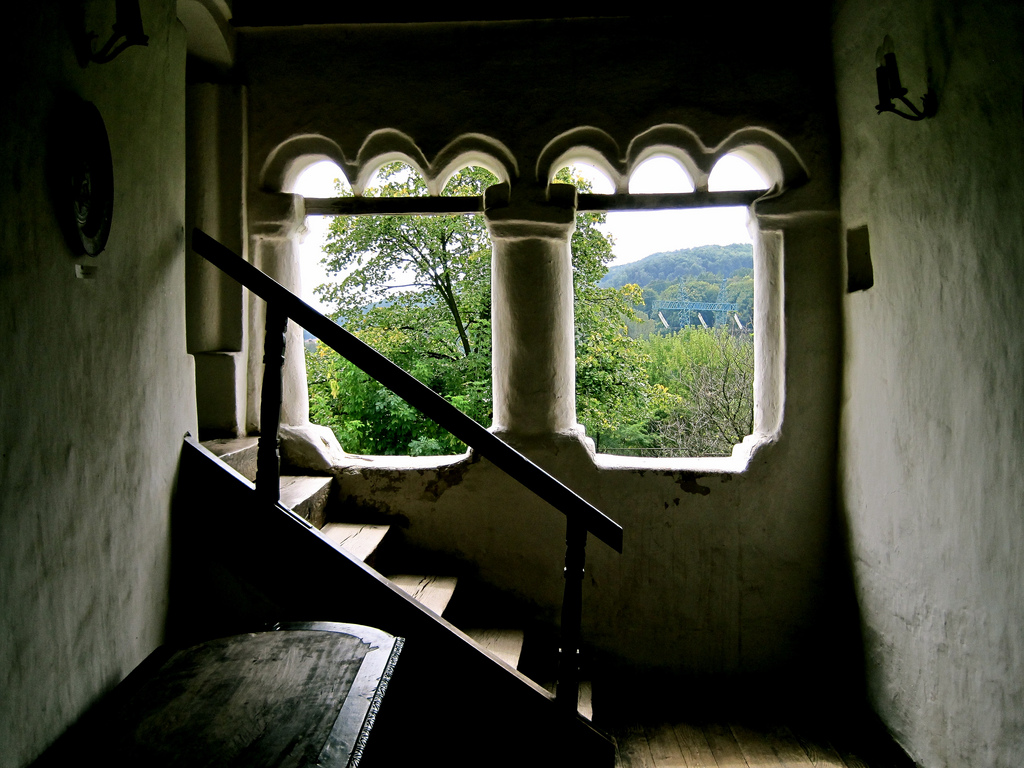
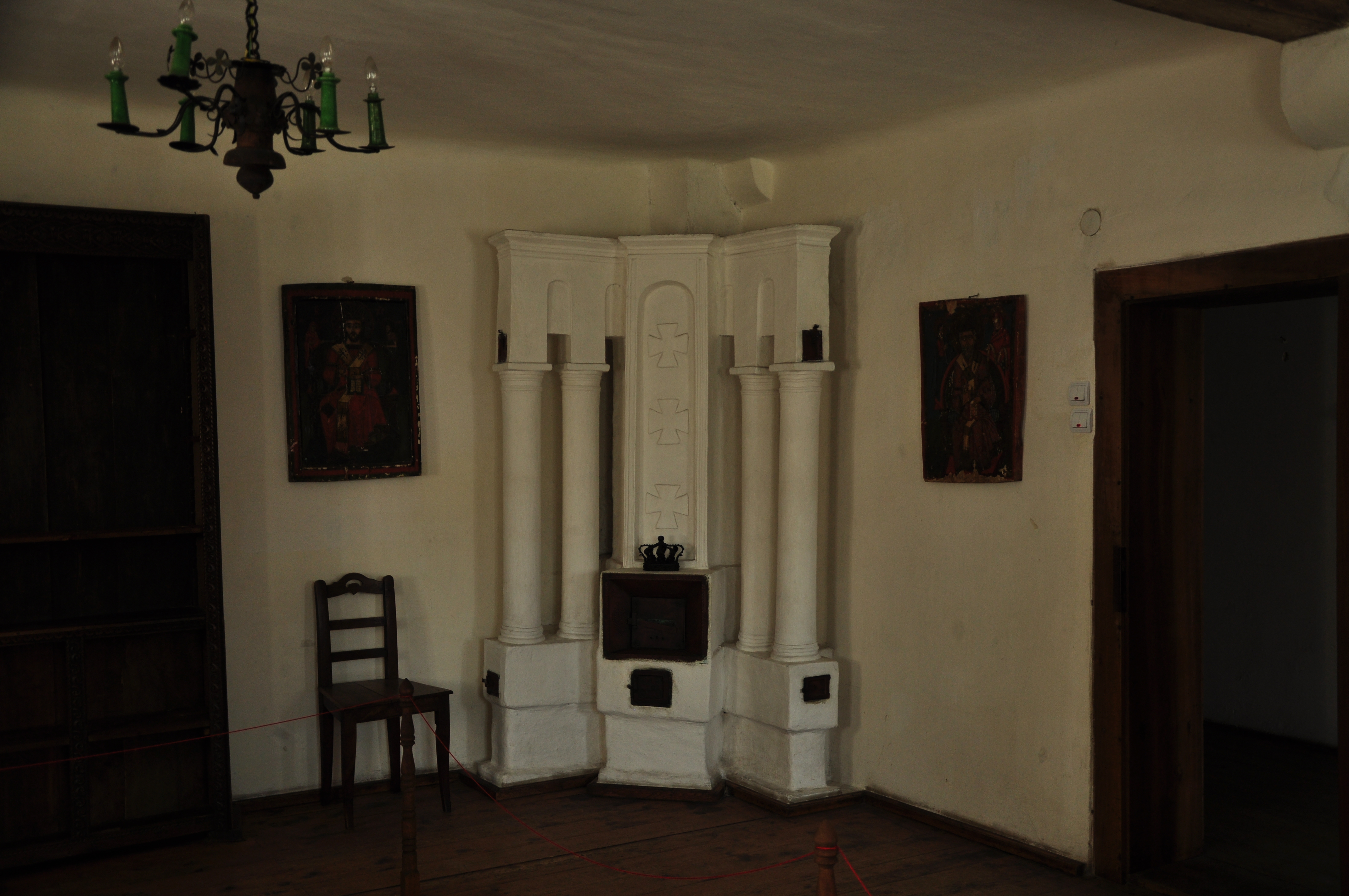